# لاسینگا (آریزونا)
لاسینگا (به انگلیسی: La Cienega) یک منطقهٔ مسکونی در ایالات متحده آمریکا است که در آریزونا واقع شده‌است. لاسینگا ۱٬۸۴۴ متر بالاتر از سطح دریا واقع شده‌است.